# Reinhard Bütikofer
Reinhard Bütikofer, né le 26 janvier 1953 à Mannheim, est un homme politique allemand, membre de l'Alliance 90/Les Verts. Il est député européen de 2009 à 2024.

## Biographie
Reinhart Hans Bütikofer entre en politique durant ses études à l'université de Heidelberg, où il est membre du mouvement maoïste de la Ligue Communiste d'Allemagne de l'Ouest (Kommunistischer Bund Westdeutschland - KBW). Dans les années 1970, il est également membre de la Société pour l'amitié sino-allemande (Gesellschaft für Deutsche Chinesische Freundschaft).
À partir de 1982, il rejoint Alliance 90/Les verts et est élu au conseil municipal d'Heidelberg en 1984. De 1988 à 1996, il a siège comme député au Landtag de Bade-Wurtemberg, où il est porte-parole du groupe des Verts sur les questions budgétaires et financières. De 1997 à 1999, il exerce la co-présidence des verts du Bade-Wurtemberg avec Monika Schnaitmann. Du 8 décembre 2002 au 16 novembre 2008, il est président fédéral de l'Alliance 90/Les Verts, exerçant ainsi la plus longue présidence au sein de son parti.
Lors des élections européennes de 2009, il est élu au Parlement européen, où il siège au sein du groupe des Verts/Alliance libre européenne dont il est vice-président entre 2009 et 2012. Il est réélu en 2014 et en 2019.
Il est membre de la commission de l'industrie, de la recherche et de l'énergie et de la délégation pour les relations avec les États-Unis. De 2009 à 2012, il est également membre de la sous-commission « sécurité et défense ».
Défenseur des Ouïghours, persécutés par la Chine en tant que minorité, Reinhard Bütikofer est début 2021, comme d'autres députés européens, sanctionné sur le sujet par Pékin (interdiction d'entrer en Chine ou d'y faire des affaires), en réponse à des sanctions européennes,.